# 남부돼지꼬리마카크
남부돼지꼬리마카크(Macaca nemestrina) 또는 남부돼지꼬리원숭이는 구세계원숭이의 일종으로, 크기가 작고 말레이 반도 남부와 보르네오, 수마트라 그리고 방카섬에서 발견된다. 잡식성의 마카크원숭이로, 대부분 숲에서 발견되지만, 농장이나 유원지 등에 들어가기도 한다. 이전에는 북부돼지꼬리마카크, 파가이섬원숭이, 시베루트원숭이를 남부돼지꼬리원숭이의 아종으로 분류하고, 돼지꼬리원숭이 또는 돼지꼬리마카크로 총칭했다. 천적은 호랑이, 표범, 구름표범, 비단구렁이 다.

## 사진

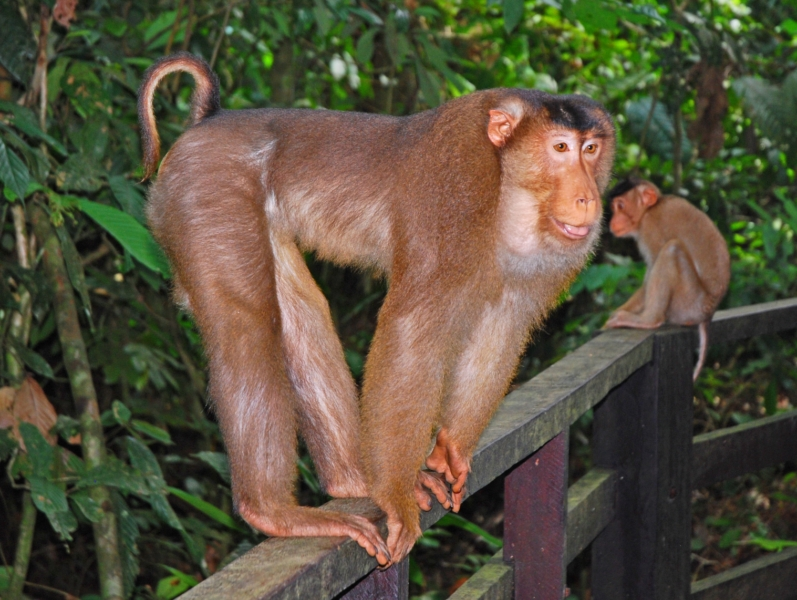